# Raškoc
Rashkoc en albanais et Raškoc en serbe latin (en serbe cyrillique : Рашкоц) est une localité du Kosovo située dans la commune/municipalité de Gjakovë/Đakovica, district de Gjakovë/Đakovica (Kosovo) ou de Pejë/Peć (Serbie). Selon le recensement kosovar de 2011, elle compte 269 habitants.

## Démographie

### Évolution historique de la population dans la localité
| 1948 | 1953 | 1961 | 1971 | 1981 | 1991 | 2011 |
| ---- | ---- | ---- | ---- | ---- | ---- | ---- |
| 130  | 166  | 160  | 199  | 280  | 293  | 269  |

|  |

### Répartition de la population par nationalités (2011)
En 2011, les Albanais représentaient 83,64 % de la population et les Roms 14,13 %.